# Коровкин, Михаил
Михаил Коровкин (род. 28 декабря 1948 года) — социокультурный антрополог, прозаик и поэт. Он начинал как нейрофизиолог в России, а после эмиграции в 1976 году продолжил изучать антропологию в Канаде, Англии и Нидерландах. Его академическая работа сосредоточена на медицинской антропологии и исследованиях Европы и Средиземноморья. Его литературные работы охватывают широкий спектр социокультурных сред и психологических точек зрения, расширяя культурные и проницательные взгляды на условия жизни человека. Он живет в Италии с 1989 года.
Печатался под псевдонимами Вадим Дубровский и Елена Волгина.
Его сын — итальянский актёр Джастин Коровкин (род. 2007). Жена — художница и искусствовед Стефани Морин (род. 1963).

### Научные исследования
- 1992: Patterns of Re-Engagement: Protestant Conversions in a Southern Italian Community
- 1995: Reflections on Russian Proverbs: Translation, Understanding and the Principle of Uncertainty
- 2010: Zombie Factory: Culture, Stress on Sudden Death

### Проза
- 1992: Orfani di Madre Russia: Diario di un Cinico
- 1994: Memorie di una maîtresse moscovita
- 2001: Once a Good Man
- 2002: Terms of Estrangement: Diaries of a Paratrooper (на русском Термины отчуждения. Записки десантника ISBN 5-89329-528-5)
- 2003: Dancing With Fat Cats (на русском Танцы с жирными котами ISBN 5-89329-654-0)
- 2005: Vospominania Moskovskoj Kurtizanki (на русском Воспоминания московской куртизанки ISBN 5-17-029950-8)[1]
- 2005: Excursion: Adventures of Modigliani the Ghost (на русском Экскурсия. Приключения призрака Модильяни ISBN 5-89329-794-2)

### Поэзия
- 1994: Caught On the Line
- 1996: Breviario
- 2012: All in One At Once[2]
- 2014: Fields of Vision; Selected Poems and The Soldier’s Tale Suite